# Oosterbeerbrug

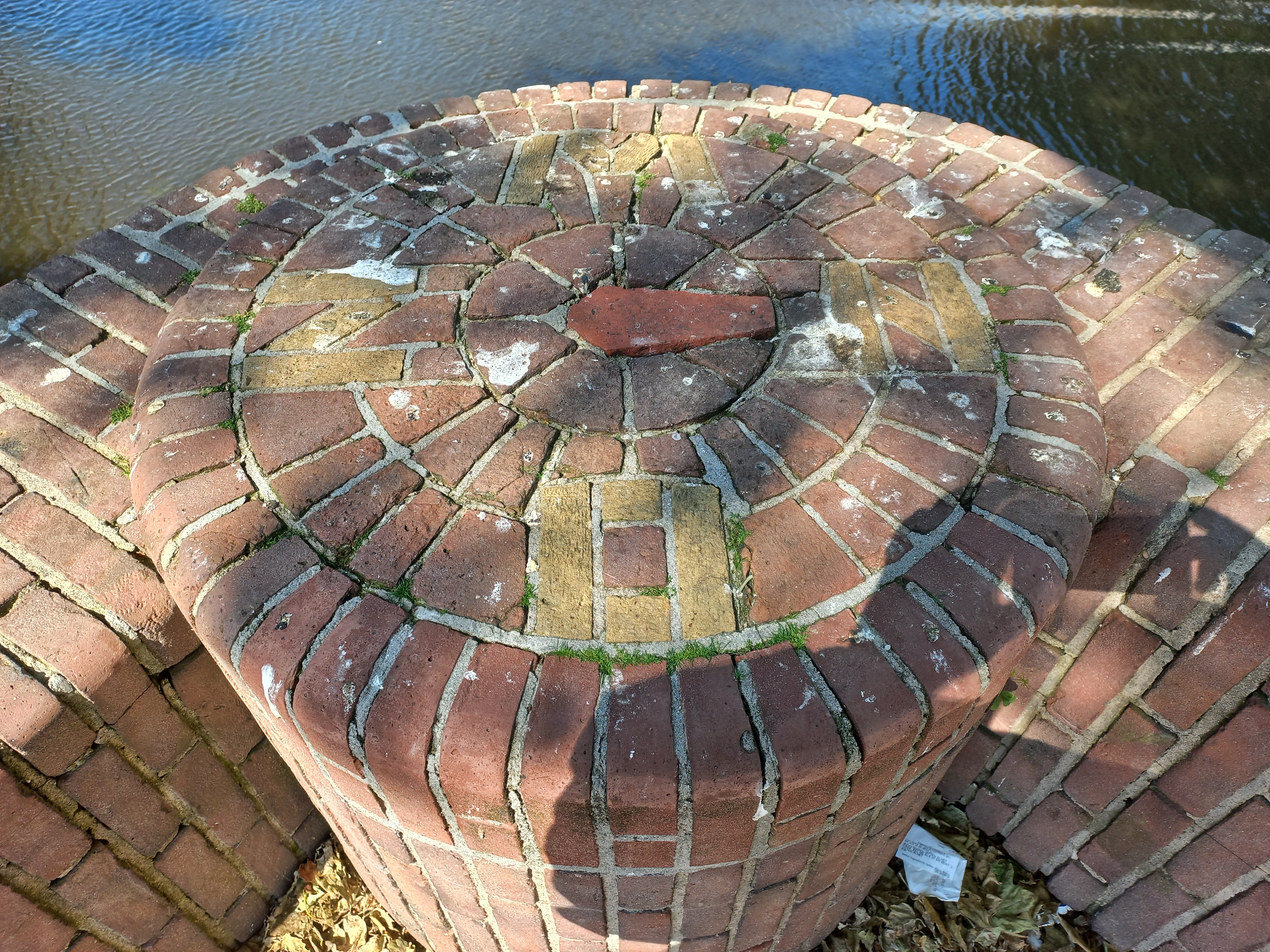
Windroos in baksteen (mei 2024)

De Oosterbeerbrug (brug 354) is een vaste brug in Amsterdam-Oost.

## Beschrijving
De verkeersbrug verbindt de Zeeburgerstraat en Zeeburgerdijk. Ze overspant de plaats waar de Singelgracht met haar Alexanderkade en Mauritskade overgaat in het Lozingskanaal. Ten noorden van de brug staat de molen De Gooyer. Ter plaatse is flink gesloopt. Er verdween (vermoedelijk in de Tweede Wereldoorlog) een compleet woonblok en ook de Funenkerk werd gesloopt (1975).
In vroeger tijden lag hier vanaf 1879 een brug met sluis. Er lag hier ook een spoorbrug voor het transport van kolen naar de elektriciteitscentrale aan de Hoogte Kadijk. De brug/sluis werd regelmatig voor het verkeer gestremd als het water in de Amsterdamse grachten ververst moest worden. In april 1950 werd aangekondigd dat de bestaande brug te klein werd voor het verkeer en dat er vanaf Pasen een nieuwe brug aangelegd zou worden. Er werd ingeschat dat men 39 weken bezig zou zijn, doch het werden er meer. Pas in juni 1951 kon worden geconstateerd dat de brug gereed was en dat een opening midden juni tot de mogelijkheden behoorde. De brug lag er toen ruim bij, pas een jaar later werd de breedte van de Zeeburgerstraat aangepast tot de breedte van de brug (respectievelijk 24 en 21 meter).
De brug kwam van de hand van Piet Kramer in zijn Amsterdamse Schoolstijl. De hier en daar terugliggende bakstenen walkanten zijn een bewijs daarvan. Echter de brug is simpel gehouden, er zijn geen beeldhouwwerken op of rondom de brug en ook het gebruik van graniet/natuursteen is beperkt. Zelfs de balustrades zijn hier eenvoudig gehouden, alhoewel er wel sprake is van siersmeedijzer. Het bruggenhoofd van de voormalige spoorbrug werd in het nieuwe ontwerp meegenomen en is nog terug te vinden als een soort terras. De handtekening van Kramer in de vorm van een windroos is wel te vinden. Die is hier niet uitgevoerd in beeldhouwwerk, maar in kleur baksteen. De brug wordt aan een zijde beschermd door remmingswerk als ook een (water)stroomgeleider.
Tussen de stenen pijlers van de brug bevindt zich de Dageraadswaterkering (sluis 207) met een toldeur, twee stel puntdeuren in de middelste doorvaart en een vaste betonnen damwand.
De brug is vernoemd naar het voormalige bolwerk Oosterbeer, dat hier in de buurt lag.

## Afbeeldingen

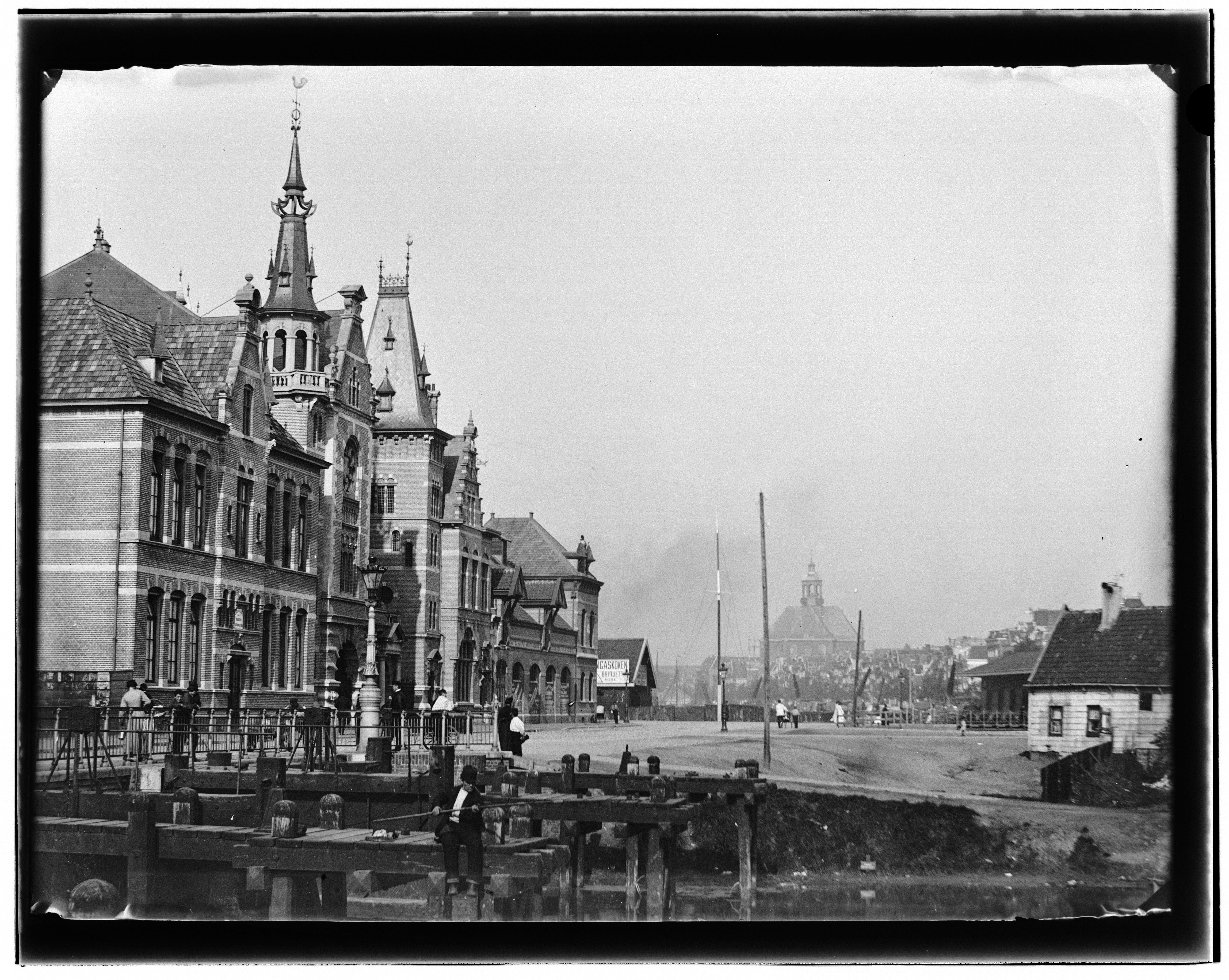
Zeeburgerstraat met linksvoor de brug, vastgelegd door Jacob Olie (1891)
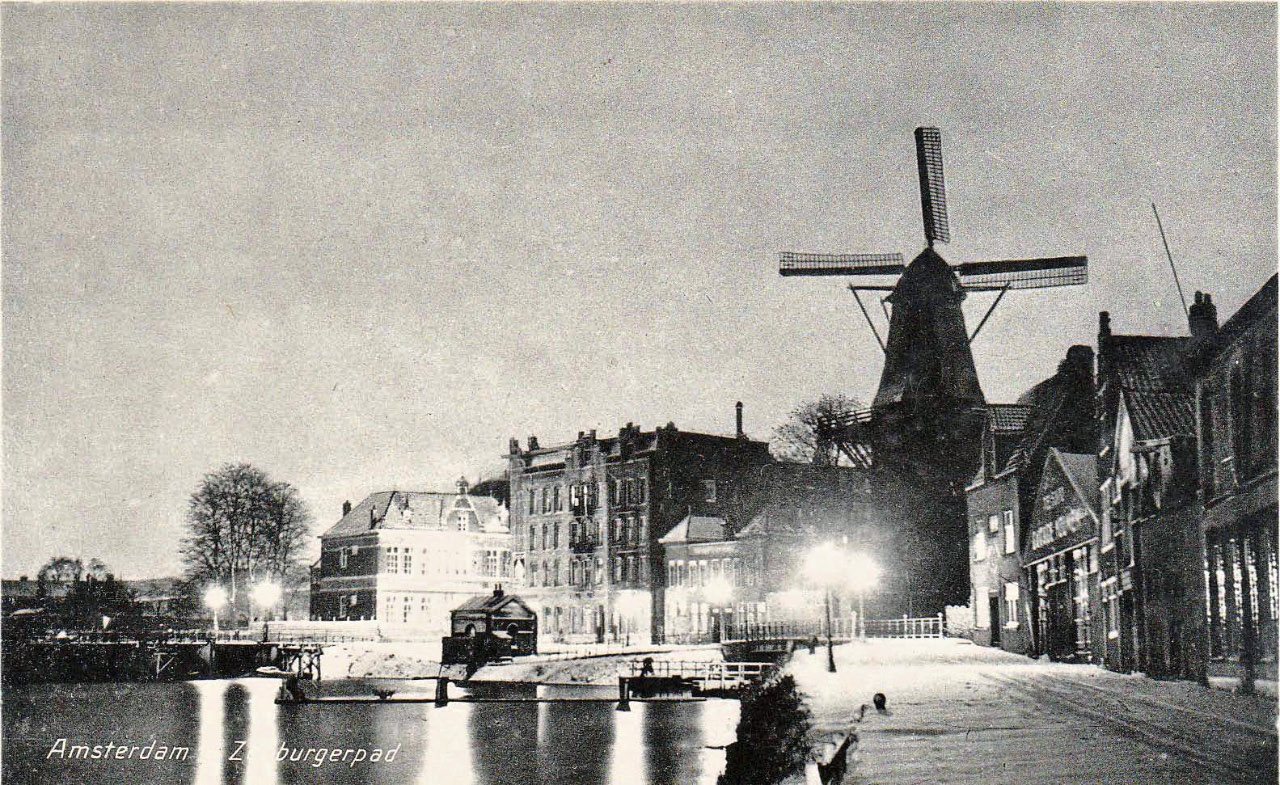
Zeeburgerpad met links de brug, in het midden het verdwenen woonblok (vermoedelijk 1900)
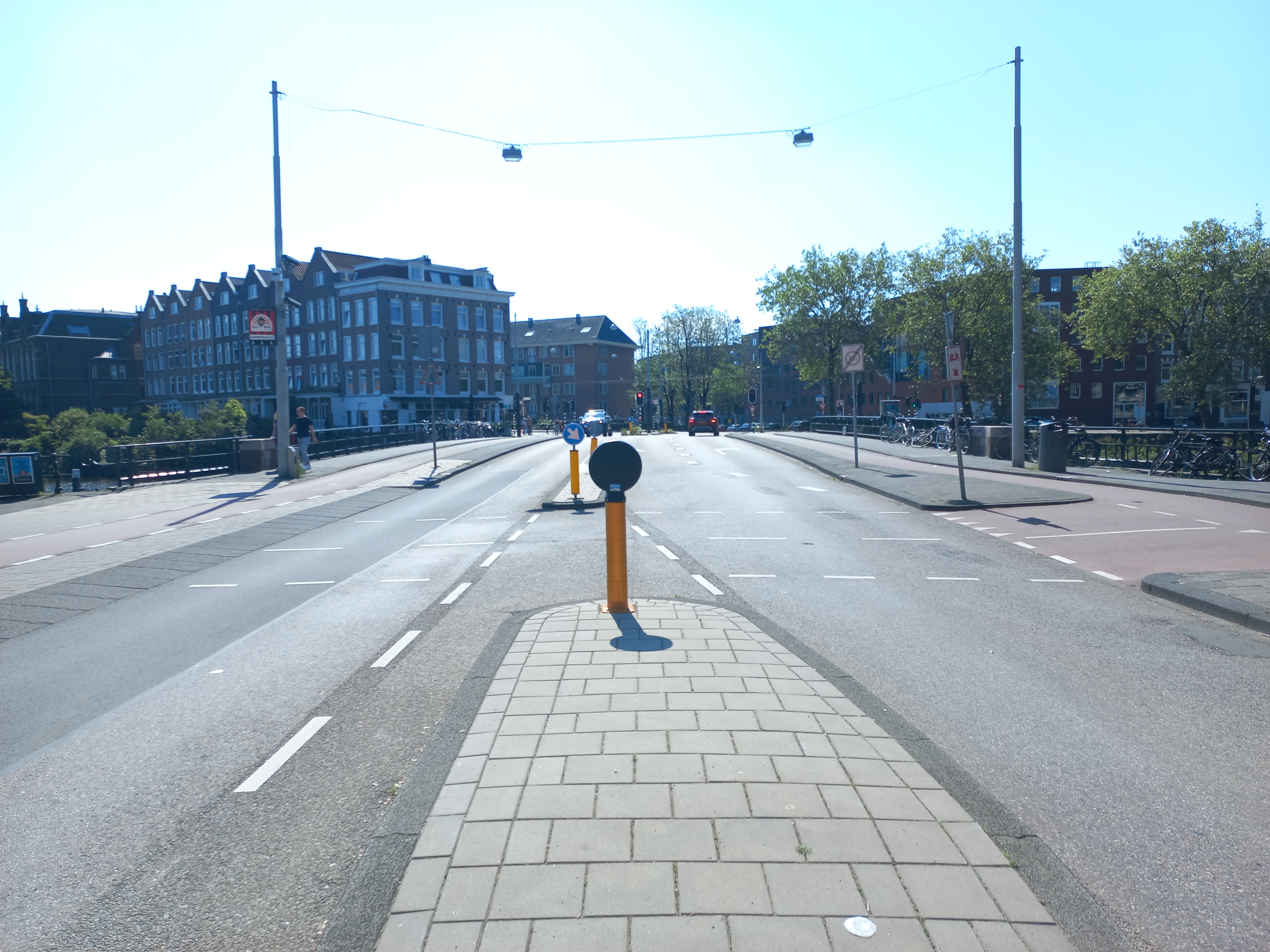
Overzicht over de Oosterbeerbrug (mei 2024)
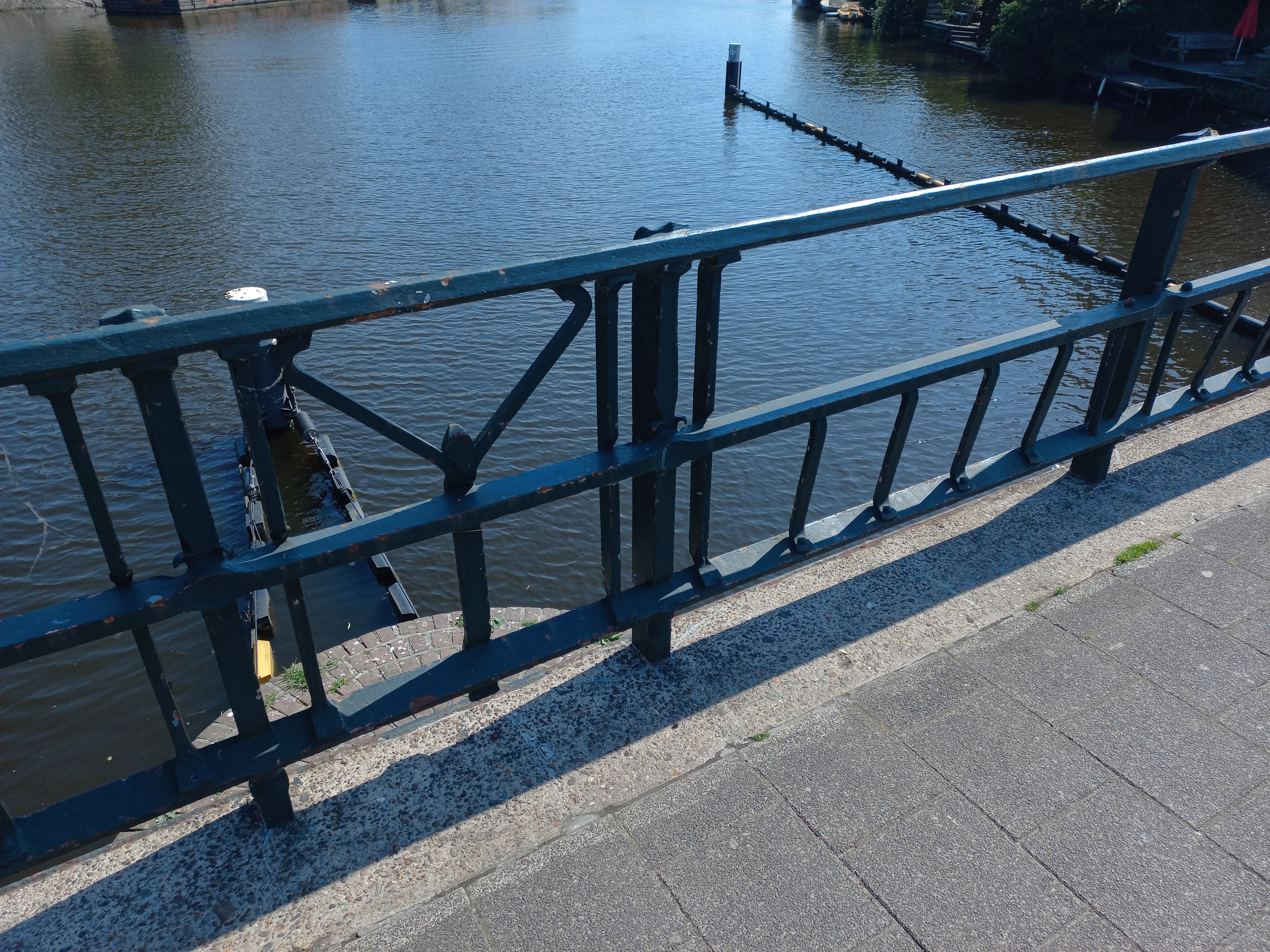
Siersmeedwerk (mei 2924)
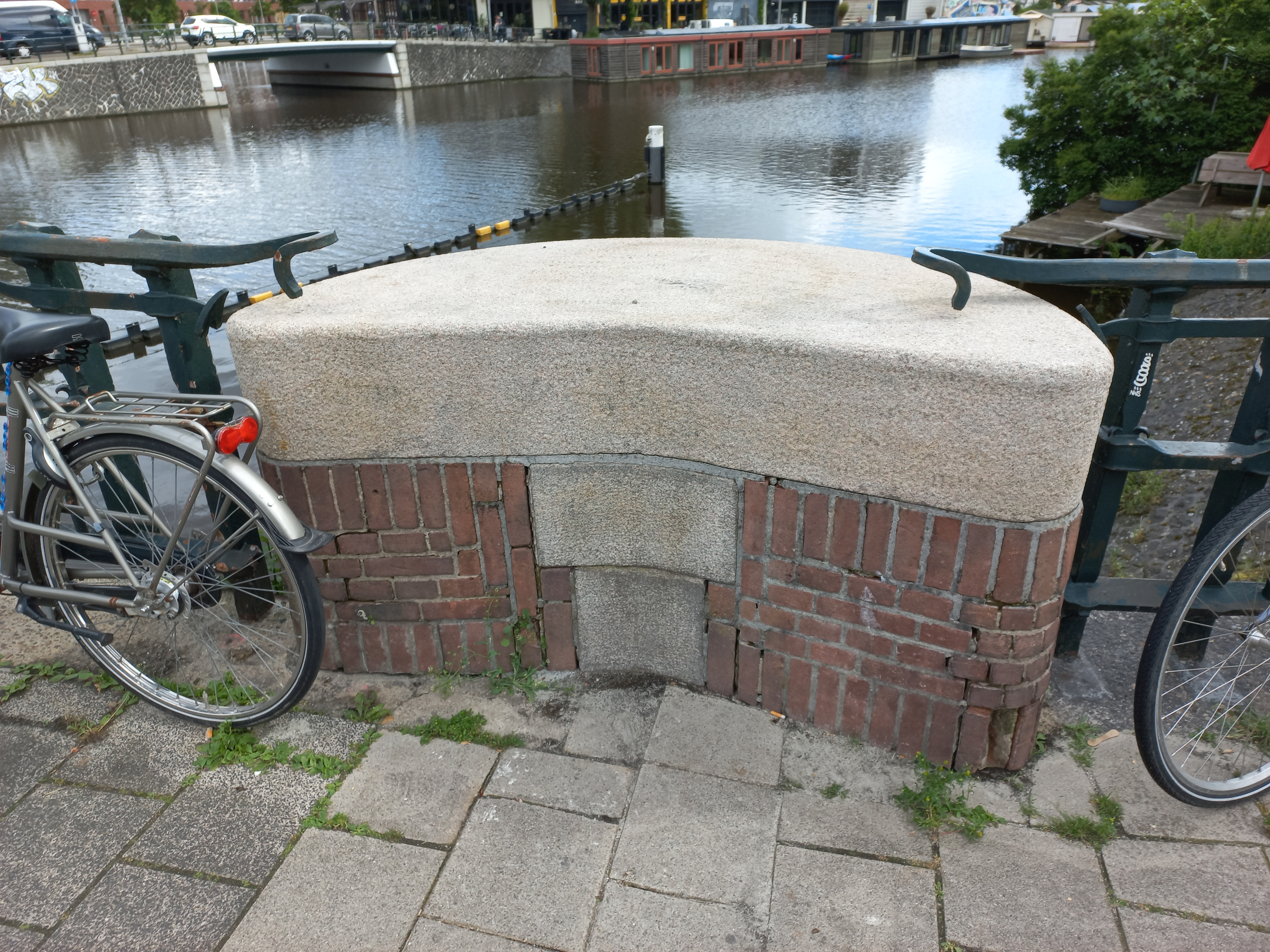
Amsterdamse School-metselverband met natuursteen en artistiek einde van leuningen
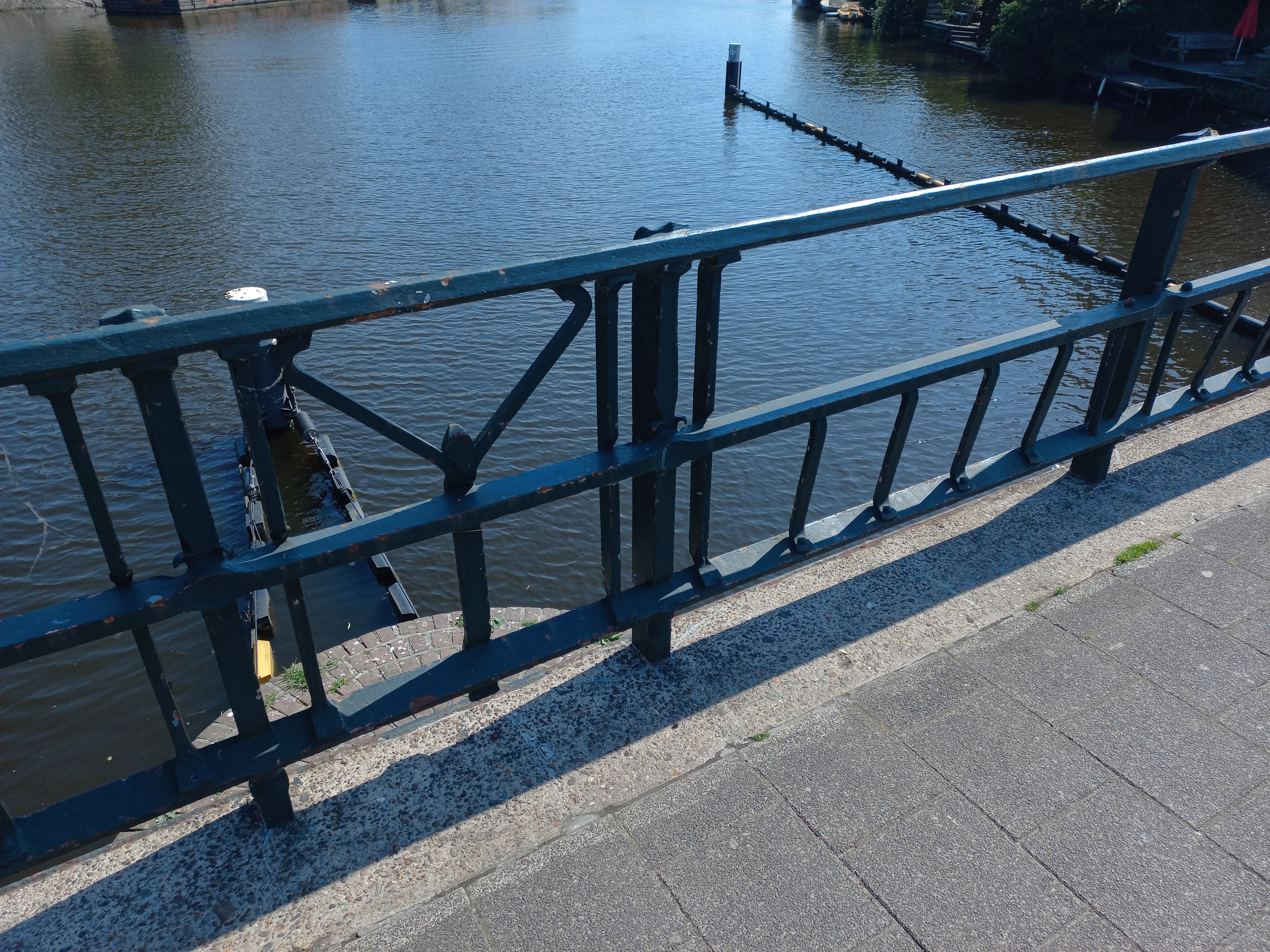
Remmingswerk met stroomgeleider (mei 2024)

<<< · 300 · 301 · 302 · 303 · 304 · 305 · 306 · 307 · 308 · 309 · 310 · 311 · 312 · 313 · 314 · 315 · 316 · 317 · 318 · 320 · 321 · 322 · 323 · 324 · 325 · 327 · 328 · 330 · 331 · 332 · 333 · 334 · 335 · 336 · 337 · 338 · 339 · 340 · 341 · 342 · 343 · 344 · 345 · 346 · 347 · 348 · 349 · 350 · 351 · 352 · 353 · 354 · 355 · 356 · 357 · 358 · 359 · 360 · 361 · 362 · 363 · 364 · 365 · 366 · 367 · 368 · 371 · 372 · 373 · 374 · 375 · 376 · 377 · 378 · 379 · 380 · 381 · 382 · 383 · 385 · 386 · 387 · 388 · 389 · 390 · 391 · 392 · 393 · 394 · 395 · 396 · 397 · 398 · 399 · >>>
Brugnummers 319, 326, 329 (tijdelijke duiker in de Ringspoordijk), 369, 370, 384 zijn niet (meer) vergeven.